# Tam thụ hùng Nam Bộ
Tam thụ hùng Nam Bộ (danh pháp: Trigonostemon cochinchinensis) là một loài thực vật có hoa trong họ Đại kích. Loài này được Gagnep. miêu tả khoa học đầu tiên năm 1922.